# Vágner Kaetano Pereira
Vágner Kaetano Pereira, mais conhecido por Pula (São Paulo, 2 de dezembro de 1980) é um jogador de futebol de salão brasileiro naturalizado russo.
Participou na Copa do Mundo de Futsal 2008 pela seleção russa, e foi o artilheiro da competição com 16 gols.

## Títulos, honrarias e recordes
- 2008 - Jogador que mais fez gol em uma única partida de Copas do Mundo de Futsal (9 gols, no jogo Rússia 31 x 2 Ilhas Salomão)[1]
- 2008 - Artilheiro da Copa do Mundo de Futsal com 16 gols